# Губернаторство государства-града Ватикана
Губернаторство государства-града Ватикан (итал. Governatorato dello Stato Città del Vaticano) — орган, осуществляющий от имени Папы римского исполнительную власть на территории города-государства Ватикан. Размещается в историческом Дворце Губернаторства Ватикана.

## История
В период с 1929 года по 1952 год существовала должность губернатора Ватикана, которую всё это время занимал один человек — маркиз Камилло Серафини. После смерти Серафини преемник не был назначен, а его функции перешли в ведение председателя основанной в 1939 году Папской комиссии по делам государства-града Ватикана.
22 февраля 2001 года вступил в силу новый Основной закон Ватикана, и в этой связи Папа Иоанн Павел II назначил кардинала Шоку, который с 1997 года являлся председателем Папской комиссии по делам государства-града Ватикана, одновременно на вторую должность — председателя Губернаторства.

## Структура

### Руководство
Правление губернаторства состоит из трёх человек: председатель Губернаторства, генеральный секретарь и заместитель генерального секретаря; председателем Губернаторства по должности является глава Папской комиссии по делам государства-града Ватикана. Остальные члены руководства губернаторства участвуют в заседаниях Папской комиссии с правом совещательного голоса.
На повседневной основе деятельность Губернаторства возглавляет его генеральный секретарь.

### Дирекции и центральные управления
В подчинении председателя (которому оказывают содействие генеральный секретарь и вице-генеральный секретарь) находятся дирекции и центральные управления Губернаторства, обеспечивающие исполнение его функций:
- Дирекция государственной бухгалтерии (итал. Direzione della Ragioneria dello Stato);
- Дирекция общих служб (итал. Direzione dei Servizi Generali);
- Дирекция служб безопасности и гражданской обороны (итал. Direzione dei Servizi di Sicurezza e Protezione Civile);
- Дирекция здравоохранения и гигиены (итал. Direzione di Sanità ed Igiene);
- Дирекция музеев (итал. Direzione dei Musei);
- Дирекция технических служб (итал. Direzione dei Servizi Tecnici);
- Дирекция телекоммуникаций (итал. Direzione delle Telecomunicazioni);
- Дирекция экономических служб (итал. Direzione dei Servizi Economici);
- Дирекция папских вилл (итал. Direzione delle Ville Pontificie);

- Юридическое управление (итал. Ufficio Giuridico);
- Кадровое управление (итал. Ufficio del Personale);
- Управление актов гражданского состояния, учёта населения и нотариата (итал. Ufficio dello Stato Civile, Anagrafe e Notariato);
- Управление филателии и нумизматики (итал. Ufficio Filatelico e Numismatico);
- Управление информационных систем (итал. Ufficio Sistemi Informativi);
- Управление по делам паломников и туристов (итал. Ufficio Pellegrini e Turisti).

В свою очередь, управления подразделяются на службы по конкретным направлениям работы. Фонд медицинской помощи (итал. Fondo Assistenza Sanitaria), предназначенный для медицинского обслуживания аппарата Святого Престола, существует с 1954 года в качестве автономной структуры.

## Председатели Папской комиссии по делам государства-града Ватикан, исполнявшие функции губернатора без официального назначения на эту должность
До 2001 года отдельная должность руководителя губернаторства не существовала, а его функции возлагались на следующих председателей Папской комиссии по делам государства-града Ватикан:
- кардинал Никола Канали (20 марта 1939 — 3 августа 1961);
- кардинал Альберто ди Жорио (14 августа 1961 — 4 ноября 1968);
- кардинал Серджо Гуэрри (11 апреля 1968 — 26 сентября 1981);
- архиепископ Пол Казимир Марцинкус (26 сентября 1981 — 30 октября 1990);
- кардинал Себастьяно Баджо (8 апреля 1984 — 31 октября 1990);
- кардинал Росалио Хосе Кастильо Лара (31 октября 1990 — 14 октября 1997);
- кардинал Эдмунд Казимир Шока (1997—2001).

## Председатели Губернаторства Ватикана
- кардинал Эдмунд Казимир Шока (2001—2006);
- кардинал Джованни Лайоло (2006—2011);
- кардинал Джузеппе Бертелло (1 октября 2011 — 1 октября 2021);
- кардинал Фернандо Вергес Альсага (1 октября 2021 — 1 марта 2025);
- Раффаэлла Петрини, член конгрегации францисканских сестёр Евхаристии[итал.] (с 1 марта 2025 — по настоящее время).

## Генеральные секретари Губернаторства государства-града Ватикан
- Джанни Данци[итал.] † (2 мая 1996 — 22 февраля 2005 — назначен архиепископом Лорето);
- Ренато Боккардо[итал.] (22 февраля 2005 — 16 июля 2009 — назначен архиепископом Сполето-Норчии);
- Карло Мария Вигано (16 июля 2009 — 3 сентября 2011 — назначен апостольским нунцием в США);
- Джузеппе Шакка (3 сентября 2011 — 24 августа 2013 — назначен сверхштатным секретарём Верховного трибунала апостольской сигнатуры);
- Фернандо Вергес Альсага, член движения "Легионеры Христа"[итал.] (30 августа 2013 — 1 октября 2021 — назначен председателем Папской Комиссии по делам государства-града Ватикан и губернатором государства-града Ватикан);
- Раффаэлла Петрини, член конгрегации францисканских сестёр Евхаристии[итал.] (4 ноября 2021 — 1 марта 2025).

## Близкие по смыслу статьи
- Папская комиссия по делам государства-града Ватикана
- Председатель Папской комиссии по делам государства-града Ватикана
- Acta Apostolicae Sedis